# Jezioro Kowalskie
Jezioro Kowalskie – zbiornik retencyjny położony 20 km na wschód od Poznania.
Zbiornik zajmuje powierzchnię 203 ha. Powstał przez spiętrzenie zaporą ziemną wód rzeki Głównej w miejscu istniejącego wcześniej naturalnego jeziora o takiej samej nazwie (pow. 29 ha). Główna zapora znajduje się w okolicy wsi Barcinek, natomiast w Jerzykowie znajduje się tama pośrednia umożliwiająca niezależne piętrzenie wschodniej części zbiornika.
Zbiornik pierwotnie miał służyć do nawadniania pól. Dookoła jeziora zlokalizowane są działki rekreacyjne m.in. we wsi Kowalskie, Barcinek i Jerzykowo. Zbiornik wykorzystywany także przez wędkarzy; występują w nim m.in. leszcze, karpie, liny, i sandacze.
W okolicach Jerzykowa położona jest najpopularniejsza w Wielkopolsce plaża naturystyczna, licznie odwiedzana przez naturystów z Poznania. Jest ona ukryta w roślinności i umieszczona na półwyspie, zapewniając właściwą intymność.